# Gaspard de Pontevès
Gaspard de Pontevès, comte de Carcès, né à Marseille en 1557 et mort à Avignon en 1610 est un chef des ligueurs en Provence, grand sénéchal de Provence de 1582 à 1610 et gouverneur de Provence de 1592 à 1594. 

## Biographie
Gaspard de Pontevès, comte de Carcès, est le fils de Jean de Pontevès (1512-1582) et de Marguerite de Brancas Céreste. Il se marie avec Éléonore de Prez de Montpezat ; ils auront deux enfants:
- Jean de Pontevès (1590-1656)
- Gabrielle de Pontevès qui épouse Guillaume de Simiane, marquis de Gordes.

Gaspard de Pontevès est chef des ligueurs en Provence avec son cousin Hubert de Vins. Il bénéficie de la réputation de son père et de la position traditionnellement dominante de sa famille au sein de la noblesse provençale. Au début de la ligue sa position est encore faible. 
Après l'assassinat du duc de Guise, le conseil de la ville de Marseille décide le 11 mars 1589 d'adhérer à la Sainte Union ; une procession à la tête de laquelle se trouvent Gaspard de Pontevès et le clergé se dirige vers la porte Réal pour y planter une croix. Par cet acte symbolique, la ville se place directement sous l'autorité du Christ et ne reconnait plus Henri III comme roi de France. En réaction, Henri III déclare Gaspard de Pontevès coupable de lèse majesté. En avril 1589, le Parlement de Provence adhère à l'Union catholique et reconnait le duc de Mayenne comme lieutenant général du royaume. Une faible minorité de parlementaires se retire à Pertuis. Mais la ligue provençale se trouve sous la menace des troupes de La Valette, frère du duc d'Épernon qui lui laisse son poste en 1587. Sans soutien extérieur la ligue ne peut se maintenir ; c'est pourquoi Hubert de Vins traite avec le duc de Savoie, Charles-Emmanuel. La ligue provençale se sépare alors entre
- une aile française avec Gaspard de Pontevès
- une aile savoyarde avec Hubert de Vins et la comtesse de Sault.

Lors de l'élection en octobre 1589 du 1er consul de Marseille, Gaspard de Pontevès fait sortir de la salle les conseillers municipaux qui lui sont hostiles afin de faire élire un de ses partisans, Pierre Caradet dit Bourgogne. En octobre 1590, Carcès s'oppose à Charles de Casaulx et fait élire au poste de 1er consul Cornelio de Remuzan. Après la prise de pouvoir de Casaulx à Marseille et sa nomination au poste de 1er consul, Carcès veut soustraire la ville de Marseille à l'autorité de ce nouveau dictateur. Le 5 août 1592 Il prend position à Gardanne avec quatorze cents arquebusiers et quatre cents cavaliers et envoie son lieutenant Saint-Roman s'emparer de la Porte d'Aix. À proximité de cette porte, au moment où il fait distribuer de la poudre à des hommes, un soldat laisse tomber une mèche allumée sur un des barils de poudre ; il s'ensuit une série d'explosions qui blessent plusieurs hommes et donnent l'alerte en ville : c'est la journée des brûlés. Le comte de Carcès est obligé de se retirer.
Après la mort de La Valette, mortellement blessé au siège de Roquebrune, le duc de Mayenne désigne par lettre du 27 juillet 1592 Gaspard de Pontevès gouverneur de Provence. Le duc d'Épernon qui est toujours titulaire du gouvernement de la province, envahit la Provence à la tête de mercenaires gascons. Le 25 juin 1593 il attaque la ville d'Aix-en-Provence que défend le comte de Carcès et qui résiste victorieusement. Après la conversion du roi Henri IV au catholicisme qui eut lieu le 25 avril 1593, le Parlement de Provence qui a été le premier des parlements rebelles du royaume, reconnait le 5 janvier 1594 le roi Henri IV. Ce dernier retire Épernon de la Provence et confirme par lettre du 10 mai 1594 le comte de Carcès dans ses fonctions de gouverneur de la Provence qu'il tenait de Mayenne. Peu de temps après ce poste est confié le 22 octobre 1595 à Charles de Lorraine, duc de Guise, fils du balafré. Gaspard de Pontevès meurt à Avignon en 1610.